# Si-Gueriki, la reine-mère

Si-Gueriki, la reine-mère est un film béninois basé sur la culture du peuple Wassangari. Il est réalisé par Idrissou Mora Kpaï. Sorti en 2001, le film raconte l'histoire de la confrontation d'un jeune homme avec son histoire, ses racines et sa culture,,, .

## Synopsis
Autrefois, les Wassangari, grands et ''féroces'' guerriers aux traditions très strictes, ont réussi à préserver le patriarcat d'un autre temps dans leur clan dans la société moderne du Bénin. Le film analyse certains aspects de cette ancienne culture de l'intérieur, parfois de façon critique, parfois de façon amusante. Après une décennie d'absence, Idrissou Mora Kpaï revient sur la terre de ses ancêtres: au Bénin. Ayant été marqué par la mort de son géniteur, le réalisateur remarque avec surprise comment les choses ont changé dans son village natal. Ce qui le surprend le plus est la situation de sa mère aujourd'hui. En effet, celle qui n'était qu'une ombre, juste une femme parmi les épouses dans la maison de son père (c'est le cas de toutes les femmes) est élevée, après le décès de son père, au rang de Si-Gueriki: Reine mère,,,,.

## Fiche technique
- Titre : Si-Gueriki, la reine-mère
- Réalisation : Idrissou Mora Kpaï
- Lieux de tournage : Bénin
- Durée : 63 minutes
- Production : Stedafilm International
- Date de sortie : 2001
- Photographie : Alexandra Kordes
- Son : Victor Hourdanou
- Scénario : Catherine Bonetat
- Production : Les Films du Raphia, Noble Films, Lichtblick
- Distribution : Les Films du Raphia[9]

## Distinctions
À sa sortie, Si-Gueriki a été sélectionné à plusieurs festivals et obtenu des prix :
- 2003 : IFFR - International Film Festival Rotterdam - Rotterdam (Pays-Bas) - Sélection
- 2003 : 13è Black Movie – Festival de films des autres mondes | GENÈVE, Suisse
- 2003 : Viennale - Vienna International Film Festival - Vienne (Autriche) - Sélection
- 2002 : États généraux du film documentaire - Lussas (France) - Sélection
- 2002 : Cinéma du réel - Paris (France) - Sélection française
- 2002 : Prix du meilleur documentaire francophone -Festival de Namur - NAMUR, Belgique.
- 2001 : Images en bibliothèques - Paris (France) - Film soutenu par la Commission nationale de sélection des médiathèques.